# Mossarottjärnen (Töre socken, Norrbotten, 734235-180950)
Mossarottjärnen är en sjö i Kalix kommun i Norrbotten och ingår i Töreälvens huvudavrinningsområde.